# C/2013 J5 (Boattini)
C/2013 J5 (Boattini) — одна з довгоперіодичних комет. Ця комета була відкрита 13 травня 2013 року; вона мала 20.4m на час відкриття.